# 郡山市立富田西小学校
郡山市立富田西小学校（こおりやましりつ とみたにし しょうがっこう）は、福島県郡山市にある公立小学校である。

## 概要
郡山駅から北西に約5km離れた、富田地区に位置する学校で、桑野小学校、富田小学校、小山田小学校の学区での児童増加に伴い、過大規模校解消のため平成3年に本校の設置が決定され、平成5年に開校した。

## 沿革
- 1993年 - 学校創立。
- 2014年 - 校地内に校歌モニュメントを設置する。
- 2018年 - 富田西児童クラブ開設。
- 2021年 - 高速LANの設置工事が完了する。

## 教育方針
教育目標
「未来を拓く心豊かで英知に富んだ心身共にたくましい児童の育成」をスローガンに掲げ、知、徳、体の三項目を重視している。
教育理念
「教育は人なり　教育は愛なり　子どもの視点にたった教育」

## 学校行事

### 4月
- 始業式
- 入学式

### 5月
- 運動会

### 6月
- 修学旅行

### 7月
- 第1学期終業式

### 8月
- 第2学期始業式

### 10月
- 郡山市内小学校陸上競技交歓会
- 宿泊学習

### 12月
- 第2学期終業式

### 1月
- 第3学期始業式

### 3月
- 卒業式
- 修了式

## 進学先中学校
主な進学先は以下の通り。
- 郡山市立郡山第六中学校
- 郡山市立富田中学校

## 周辺
- 東北縦貫自動車道
- 逢瀬川
- 富田西地域公民館
- 国道49号線